# Ешлі Спенсер
Ешлі Спенсер (англ. Ashley Spencer; нар. 8 червня 1993, Індіанаполіс, Індіана, США) — американська легкоатлетка, що спеціалізується на бігу з бар'єрами та спринті, бронзова призерка Олімпійських ігор 2016 року, чемпіонка світу.

## Кар'єра
| Рік  | Чемпіонат                    | Місце проведення         | Місце | Дисципліна        | Результат |
| ---- | ---------------------------- | ------------------------ | ----- | ----------------- | --------- |
| 2013 | Чемпіонат світу              | Москва, Росія            | 16    | 400 м             | 51.80     |
| 2013 | Чемпіонат світу              | Москва, Росія            | 1     | естафета 4×400 м  | 3.20,41   |
| 2016 | Чемпіонат світу в приміщенні | Портленд, США            | 2     | 400 м             | 51,72     |
| 2016 | Чемпіонат світу в приміщенні | Портленд, США            | 1     | естафета 4×400 м  | 3.26,38   |
| 2016 | Олімпійські ігри             | Ріо-де-Жанейро, Бразилія | 3     | 400 м з бар'єрами | 53.72     |